# Surprise d'une maison au petit jour
Surprise d'une maison au petit jour je francouzský němý film z roku 1898. Režisérkou je Alice Guy (1873–1968). Film trvá necelou minutu a zachycuje rekonstrukci pravděpodobně fiktivní události, odehrávající se během prusko-francouzské války.

## Děj
Skupina pruských vojáků obklíčí za úsvitu dům a zastřelí francouzského vojáka při stráži u děla. Výstřel uslyší francouzští vojáci, kteří opustí budovu, aby se podívali, co se stalo. Mezi Němci a Francouzi se strhne ostrá palba, při které padají na zem další vojáci.